# Nothoceros canaliculatus
Nothoceros canaliculatus là một loài rêu trong họ Anthocerotaceae. Loài này được Pagan Villarreal, Juan Carlos, Hässel de Menéndez & N. Salazar mô tả khoa học đầu tiên năm 2007.